# Juan Manuel Gregores
Juan Manuel Gregores (Buenos Aires, Argentina, 2 de mayo de 1893-Cipolletti, provincia de Río Negro, Argentina, 17 de diciembre de 1947) fue un capitán de navío de la Armada Argentina, designado gobernador del Territorio Nacional de Santa Cruz entre 1932 y 1945.
La localidad de Gobernador Gregores, le rinde homenaje llevando su nombre en la ciudad.

## Biografía

### Primeros años
Hijo de Francisco Gregores y de Juana Anglada, se crio en el barrio de Palermo; en la casa de sus padres ubicada en la calle Gascón al 1500.

### Armada
Ingresó a la Escuela Naval Militar de la Armada Argentina en clase de Aspirante el 14 de febrero de 1910, luego asciende a Aspirante Embarcado el 9 de diciembre de 1912, por lo tanto pasa al curso de aplicación. Durante su estadía en la Escuela rinde los exámenes de fin de curso con buena calificación. Se embarca en XIII viaje de instrucción en la Fragata Presidente Sarmiento, tocando diferentes puertos de América y Europa hasta su recalada y llegada a Río Santiago, cerca de La Plata.
El 31 de octubre de 1913 rindió examen de fin de curso y fue promovido al empleo de Guardia Marina.  Una vez egresado de la Escuela Naval, Gregores comienza su carrera de hombre de mar, desempeñándose en varios buques. También fue encargado de la inspección de las estaciones radiográficas en la costa sur, donde demostró sus conocimientos en radiografía, introduciendo mejoras importantes en las estaciones, optimizando el servicio. 
A principios de 1920 Gregores forma parte de la Comisión Naval en Europa, donde obtiene el “Brevet de Estudios de Radiotelegrafía” en la Société Française des Electriciens en París, Francia. Ya en Argentina, pasa a prestar servicios en la División Radiotelegráfica. Hacia el fin de su carrera militar presta servicios en la División Personal del Arsenal Naval Buenos Aires, pero revista en disponibilidad desde el 1 de agosto de 1930 al 1 de marzo de 1931, fecha en que obtiene el retiro a su solicitud.
Juan Manuel Gregores estuvo incorporado en la Armada más de 21 años, sirvió en más de 15 embarcaciones distintas, realizó 44 viajes de mar y 18 de río y recorrió más de 135.000 millas náuticas, llegó a ostentar la jerarquía de Teniente de Navío o su equivalente de hoy correspondiente a Capitán de Navío.
Luego de un fugaz paso por Buenos Aires, se traslada a la localidad de Cipolletti en la provincia de Río Negro y a los 37 años se dedicará a la actividad frutihortícola en la chacra de su propiedad. Se había casado en 1927.

### Gobernador de Santa Cruz
Pero en el año 1932, en una de las últimas sesiones, el Senado de la Nación Argentina prestó el acuerdo correspondiente a las designaciones del Poder Ejecutivo Nacional para los cargos de Gobernadores de los Territorios, los cuales, eran ocupados por un período de ley de tres años. En el Territorio Nacional de Santa Cruz, es designado Gregores, a sugerencia del Ministro de Marina Contralmirante Pedro Segundo Casal, por su actividad como marino. Fue nombrado oficialmente el 21 de septiembre de 1932 por el entonces presidente Agustín P. Justo.
A principios de 1933, instala el primer taller radioeléctrico de la Patagonia al sur de Río Gallegos, el cual contaba de aparatos de recepción y transmisión. Otros transmisores fueron instalados en Caleta Olivia, Pico Truncado, Gobernador Moyano, Bahía Laura, La Manchuria, El Salado, Coyle y San José. También fueron establecidos receptores para la Policía y establecimientos ganaderos.
En cuanto a la actividad aeronáutica, las únicas pistas preparadas por la Aeroposta Argentina se encontraban en Río Gallegos, Santa Cruz, San Julián y Puerto Deseado. El ministerio de Marina entregó un avión Pelikan y lo adecuaron para estar como ambulancia. Fue piloteado por primera vez por Numan Costabel, aterrizando en Río Gallegos, y luego por Norberto Fernández. En ese tiempo Aeroposta Argentina S.A. había dejado en desuso uno de los Laté 25. Gregores lo adquirió con Norberto Fernández para organizar el Chasqui Aéreo en invierno. El avión levantaba vuelo en Río Gallegos, dos veces por mes, con correspondencia y pequeñas encomiendas rumbo a Lago Argentino (El Calafate) para seguir por Tres Lagos, Lago Cardiel, Cañadón León, Tamel Aike y Lago Posadas a Lago Buenos Aires para regresar con otra escala en Las Heras. Antes de la creación de esta ruta aérea, los únicos vuelos en la provincia eran de la Aeroposta Argentina, pasando por Río Gallegos, Puerto Santa Cruz, Puerto San Julián y Puerto Deseado.
En 1936 creó la Escuela de Cadetes de Policía de la Gobernación de Santa Cruz. Al año siguiente se le impuso el nombre de Ramón L. Falcón. También intervino para que se conociera y aprovechara el carbón de Río Turbio, enviando muestras a Buenos Aires, acompañando a comisiones técnicas y preparando la ruta que comunicara Río Gallegos con la zona minera. Gregores hizo construir la Casa de Gobierno, Jefatura de Policía, Comisaría, la Residencia del Gobernador, la central de radio, una Maternidad, La Casa del Niño, el edificio de Correo, el de Obras Sanitarias, la división de Vialidad Nacional de Piedrabuena, la instalación de la Artillería de Costas y el Ejército, entre otros. También creó hospitales en Puerto Deseado y Puerto San Julián.
Hizo chacras experimentales en Río Chico y Cañadón León, reactivó un aserradero ubicado en Punta Avellaneda, Lago Argentino, para proveer de materiales de construcción, dirigiendo personalmente cada una de las etapas.
Bajo su propuesta, por Decreto del Poder Ejecutivo de la Nación se dio el nombre de Comandante Luis Piedrabuena a la localidad anteriormente conocida como Paso Ibañes. Además, auspició homenajes a Francisco Pascasio Moreno en Lago Argentino y a Carlos María Moyano en Puerto Santa Cruz.
Gregores fue confirmado en el cargo por los presidentes: Roberto Marcelino Ortiz, Ramón S. Castillo, Pedro Pablo Ramírez y Edelmiro Julián Farrell. En diciembre de 1945 le fue aceptada la renuncia al cargo, regresando a su chacra en Cipolletti.
En esa última ciudad falleció en 1947 a los 54 años.